# Robert Doornbos
Robert Doornbos va ser un pilot de curses automobilístiques neerlandès que va arribar a disputar curses de Fórmula 1. Va néixer el 23 de setembre del 1981 a Rotterdam, Països Baixos.
Robert Doornbos va debutar a la dotzena cursa de la temporada 2004 (la 55a temporada de la història) del campionat del món de la Fórmula 1, disputant el 24 de juliol del 2005 el G.P. d'Alemanya al Circuit de Hockenheim. Va participar en un total d'onze curses puntuables pel campionat de la F1 disputades en dues temporades consecutives (2005 - 2006) aconseguint una dotzena posició com millor classificació en una cursa, i no assolí cap punt vàlids pel campionat del món de pilots.
Resum
| Curses: | Victòries: | Pòdiums: | Poles: | Voltes ràpides: | Punts: |
| ------- | ---------- | -------- | ------ | --------------- | ------ |
| 11 (11) | 0          | 0        | 0      | 0               | 0      |